# Moora Shire
Moora Shire är en kommun i Australien. Den ligger i delstaten Western Australia, omkring 160 kilometer norr om delstatshuvudstaden Perth. Antalet invånare var 2 428 vid folkräkningen 2016.
Utöver huvudorten Moora ingår även samhällena Watheroo, Bindi Bindi, Miling, Koojan, Coomberdale, Walebing och Barberton i Moora Shire.